# سفنتي
سفنتي  هي إحدى القرى اللبنانية في جبل عامل من قرى قضاء جزين في محافظة الجنوب.